# آبکش

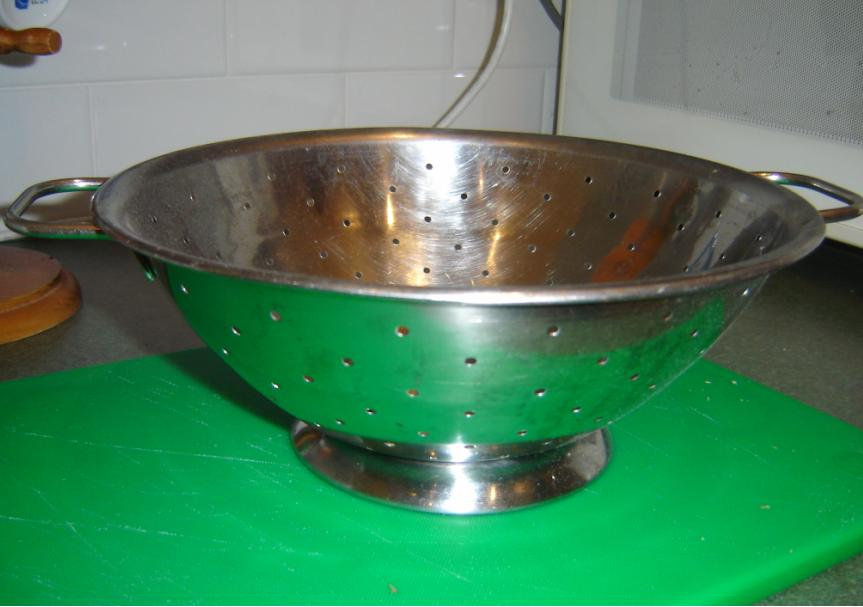
یک آب‌کش خانگی

آب‌کش معمولاً وسیله‌ای کاسه‌ای شکل است که به منظور آب‌کشی و جداسازی مواد خوراکی از قبیل برنج و ماکارونی در آشپزخانه به کار می‌رود. آب‌کش معمولاً از جنس چوب، فلزات سبک وزن، مانند آلومینیوم یا ورقات نازک فولادی ساخته می‌شود، ولی انواع پلاستیکی و سیلیکونی آن نیز موجود است. ساختار این وسیله، شامل یک ظرف با سوراخ‌های متعدد برای عبور و جداسازی مایع از غذا است.

## گویش شیرازی
در گویش شیرازی، به آن ترش باله میگویند. این کلمه ابتدا تراوش پیاله بوده که به مرور زمان به ترش باله تغییر پیدا کرده‌است.

## گویش اصفهانی
در گویش اصفهانی به آن سماخ پالون  میگویند.

## گویش یزدی
در گویش یزدی به آن تُرُش‌مالا گفته می‌شود. این نام احتمالا از عبارت دُرُشت‌بالا گرفته شده است.